# Saison 3 de 13 Reasons Why
 (février 2025).
Si vous disposez d'ouvrages ou d'articles de référence ou si vous connaissez des sites web de qualité traitant du thème abordé ici, merci de compléter l'article en donnant les références utiles à sa vérifiabilité et en les liant à la section « Notes et références ».
Chronologie
Saison 2 Saison 4
Cet article présente le guide des épisodes de la troisième et avant-dernière saison de la série télévisée américaine 13 Reasons Why.

## Distribution

### Acteurs principaux
- Dylan Minnette (VF : Gauthier Battoue) : Clay Jensen
- Christian Navarro (VF : Rémi Caillebot) : Tony Padilla
- Alisha Boe (VF : Flora Kaprielian) : Jessica Davis
- Brandon Flynn (VF : Garlan Le Martelot) : Justin Foley
- Justin Prentice (VF : Maxime Baudouin) : Bryce Walker
- Miles Heizer (VF : Arnaud Laurent) : Alexander « Alex » Standall
- Ross Butler (VF : Benjamin Gasquet) : Zachary « Zach » Dempsey
- Devin Druid (VF : David Dos Santos) : Tyler Dawn
- Timothy Granaderos (VF : Romain Altché) : Montgomery de la Cruz
- Grace Saif (VF : Edwige Lemoine) : Amorowat Anysia « Ani » Achola
- Amy Hargreaves (VF : Pamela Ravassard) : Lainie Jensen
- Brenda Strong (VF : Juliette Degenne) : Nora Walker

### Acteurs récurrents
- Josh Hamilton (VF : Frédéric Popovic) : Matt Jensen
- Steven Weber (VF : Michel Laroussi) : le principal Gary Bolan
- Mark Pellegrino (VF : Didier Cherbuy) : shériff Bill Standall
- Michele Selene Ang (VF : Claire Baradat) : Courtney Crimsen
- Wilson Cruz (VF : Antoine Fleury) : Dennis Vasquez
- Joseph C. Phillips (VF : Pascal Germain) : Greg Davis
- Matthew Alan (VF : Romain Altché) : Seth
- Tom Everett Scott (VF : Thomas Anberré) : M. Down
- R.J. Brown (VF : Jeff Esperansa) : Caleb
- Anne Winters (VF : Céline Legendre-Herda) : Chloé Rice
- Bryce Cass (VF : Julien Allouf) : Cyrus
- Chelsea Alden (VF : Audrey Le Bihan) : Mackenzie
- Maria Dizzia (VF : Catherine Privat) : Mme Down
- Parminder Nagra (VF : Isabelle Desplantes) : Priya Singh
- Meredith Monroe (VF : Annie Kavarian) : Carolyn Standall
- Tyler Barnhardt (VF : Antoine Fonck) : Charlie St. George
- Benito Martinez (VF : Emmanuel Gradi) : Shérif Diaz
- Austin Aaron (VF : Tristan Le Doze) : Luke Holliday
- Nana Mensa (VF : Marie Bouvier) : Amara Josephine Achola
- Hart Denton (VF : Adrien Larmande) : Dean Holbrook
- Deaken Bluman (VF : Benjamin Bollen) : Winston Williams
- Bex Taylor-Klaus (VF : Alice Taurand) : Casey Ford
- Raymond J. Barry (VF : Achille Orsoni) : Harrison Chatham
- Marcus DeAnda (VF : Guillaume Bourboulon) : M. de la Cruz
- Brandon Scott (VF : Jean-Michel Vaubien) : Coach Kerba

### Invités
- Derek Luke (VF : Jean-Alain Velardo) : Kevin Porter
- Kate Walsh (VF : Marie-Ève Dufresne) : Olivia Baker

## Épisodes

### Épisode 1:Je suis la nouvelle
Une nouvelle fille, Ani, arrive à Liberty HS. Elle devient vite au courant des secrets de tout le monde. Personne ne fait vraiment attention à elle, mais elle voit tout, entend tout, sait énormément de choses… Il faut simplement qu'elle recolle les morceaux.
Bryce a disparu depuis la soirée Homecoming du match du vendredi soir. Que s'est-il passé ? Où est-il ? Clay est arrêté par la police et suspecté d'office. Monty, Zack, Jessica, Justin, Tyler, Tony pensent que c'est au sujet de l'histoire du bal, mais Clay leur révèle la disparition de Bryce. Zack n'est pas plus touché par cette histoire. Ils sont tous vite suspectés.

### Épisode 2:Tout le monde ment
Personnes suspectées : Chloe Rice / Zack Dempsey.

### Épisode 3:Rien ne distingue les gentils des méchants
Personnes suspectées : Jessica Davis / Justin Foley.

### Épisode 4:Un homme, jeune et en colère
Personne suspectée : Tyler Dawn.

### Épisode 5:Personne n’est clean
Personnes suspectées : Montgomery de la Cruz / Alex Standall.

### Épisode 6:Le chagrin révèle l’homme
Personnes suspectées : Tony Padilla / Barry Walker.

### Épisode 7:Clay Jensen pose un certain nombre de problèmes
Une culotte.

### Épisode 10:L'étau se resserre
- Histoire de : Rohit Kumar & Allen MacDonald & Thomas Higgins & Hayley Tyler
- Adaptation pour la télé : Allen MacDonald & Thomas Higgins & Hayley Tyler & Brian Yorkey

### Épisode 12:Chronique d’un cataclysme annoncé
- Histoire de : Thomas Higgins & Hayley Tyler & Trevor Marti Smith
- Adaptation pour la télé : Allen MacDonald & M.K. Malone & Helen Shang